# 新复仇者
新复仇者是一部漫威漫画公司的系列漫画。由布莱恩·迈克尔·本迪斯撰稿，作者延续了《复仇者解散》的故事线。
该系列描写了一群英雄集合组成了一个新的复仇者战队，也就是经常提到的新系列——“新复仇者”（New Avengers） 。

## 背景
《新复仇者》于2004年11月发行，由布莱恩·本迪斯撰稿，大卫·芬奇绘制。
由于復仇者聯盟的解散，加上驚奇4超人和X戰警無法行動，電光人因而利用自己能隨意控制電力的能力關閉了由神盾局管理的一個專門用來關押超級罪犯的監獄系統“浮沉監獄”的設備並開始進行大規模的越獄行動。神盾局的特工潔西卡·德魯（女蜘蛛人）、麥特·梅鐸（夜魔俠）和盧克·凱奇早已守候在此，而美國隊長、蜘蛛人和鋼鐵人随后亦趕到并加入了他們，而看似有些疯狂的哨兵也参与行動並帮助了他们。骚乱最終平息了，但仍有42名罪犯成功逃脱。美国队长肯定这是命运将他们安排在了一起，正如前复仇者也是命运的安排一样。除了夜魔侠，其他人都同意了重组复仇者的建议。
鋼鐵人征求了光明會的同意，将该新战队的总部设立于史塔克大厦。
该战队的首要任务就是捉拿在暴乱中逃跑的超级罪犯们，并将他们绳之以法。

### 秘密入侵
- 秘密入侵（英语：Secret Invasion）

## 主要角色

### 现有成员
「美国队长」巴奇·巴恩斯
卢克·凯奇
惊奇女士
仿聲鳥
鷹眼
蜘蛛人
女蜘蛛人

### 前成员
「美国隊長」史提芬·羅傑斯
奇異博士
回聲
鐵拳俠
鋼鐵人
哨兵
維蘭柯 (偽裝成女蜘蛛人)

## 敵人
- 超智機構
- 第二代黑寡婦
- 歐米茄（英语：Michael Pointer (comics)）
- 尼法瑞雅伯爵（英语：Count Nefaria）
- 緋紅斗篷（英语：Crimson Cowl (Justine Hammer)）
- 黑暗復仇者
- 多瑪暮
- 電光人
- 幻影殺手
- 神錘局（英语：H.A.M.M.E.R.）
- 手合會
- 紅兜帽（英语：Hood (comics)）
- 九頭蛇
- 水人
- 拼圖人（英语：Jigsaw (Marvel Comics)）
- 克勞
- 洛基
- 面具夫人（英语：Madame Masque）
- 海德先生
- 諾曼·奧斯朋
- 紫人
- 翼龍人（英语：Sauron (comics)）
- 野蠻之地的變種人（英语：Savage Land Mutates）
- 超級史克魯爾人
- 史克魯爾人
- 雷霆特攻隊
- U敵人（英语：U-Foes）
- 清障車（英语：Wrecker (comics)）

## 其他媒體

### 電影
- 漫威電影宇宙：成員包括葉蓮娜·貝洛娃、巴奇·巴恩斯、美國特工、紅色守衛者和幽靈。
  - 《雷霆特攻隊*》（2025年）：電影結尾，瓦倫緹娜·艾蕾格拉·德芳亭在新聞發布會上宣布雷霆特攻隊更名為「新復仇者聯盟」。
  - 《復仇者聯盟：末日之戰》（2026年）